# Ryszard Kapuściński
Ryszard Kapuściński () (Pinsk, 4 marzo 1932 – Varsavia, 23 gennaio 2007) è stato un giornalista, scrittore e saggista polacco.

## Biografia
Nato a Pinsk (allora parte della Polonia, oggi in Bielorussia), dopo gli studi a Varsavia lavorò fino al 1981 come corrispondente estero dell'agenzia di stampa polacca Pap. Inviò corrispondenze, tra l'altro, da vari paesi dell'Africa, dall'Iran, dall'URSS, che furono tradotte in tante lingue e pubblicate nelle maggiori testate di tutto il mondo. Il suo collega scrittore-giornalista Tiziano Terzani, lo scrittore colombiano Gabriel García Márquez e il cileno Luis Sepúlveda lo hanno definito un «Maestro».
Fu testimone di ben 27 colpi di stato e rivoluzioni, fu imprigionato 40 volte e scampò a quattro sentenze di morte. Durante il giorno raccoglieva le informazioni per i dispacci accurati che mandava alla Pap. Di notte, stendeva lunghi saggi con riferimenti storici, culturali e anche fantastici, che andavano ben oltre i particolari degli eventi del giorno. Conobbe Patrice Lumumba in Congo, Ben Bella in Algeria, Che Guevara a Cuba, Idi Amin Dada in Uganda... Era in Zanzibar durante le sommosse del 1964, coprì la guerra tra Honduras e El Salvador nel 1970 (che proprio lui battezzò "guerra del calcio") ed era in Sud Angola nel 1975, quando il paese, diventato indipendente dal Portogallo, entrò in guerra civile e fu invaso dal Sudafrica.
Ha pubblicato la sua opinione sul mestiere di giornalista nel 2000, nel libro scritto in lingua italiana: Il cinico non è adatto a questo mestiere: conversazioni sul buon giornalismo, edizioni E/O, Roma. Nel 2003 è tornato sul tema nel suo libro Autoportret reportera (Autoritratto di un reporter) pubblicato dalla Znak di Cracovia. Nel 2003 ha vinto il Premio Principe delle Asturie per la categoria Comunicazione e umanità. In un'intervista del 2006 con l'agenzia di stampa britannica Reuters, Kapuściński disse che scriveva non per dei lettori polacchi e nemmeno europei ma «per quelli di dovunque che però si sentivano abbastanza giovani per rimanere curiosi del mondo».
Oltre la madrelingua polacca, parlava correntemente russo, inglese, spagnolo, francese e portoghese. Era «visiting professor» delle università di Bangalore, Bonn, Città del Capo, Caracas, Columbia, Harvard, Irkutsk, London, Madrid, Mexico, San Sebastian, Temple University e Vancouver. Sempre nel 2006 ha ricevuto una laurea honoris causa in traduzione e mediazione culturale presso l'Università di Udine e, nell'ottobre dello stesso anno, ha trascorso tre giornate in Italia, ospite del Centro per la Pace del Comune di Bolzano; è stata la sua ultima uscita pubblica. È morto il 23 gennaio 2007 a Varsavia.

## Controversie
Almeno sin dal 1987 l'attendibilità delle corrispondenze dall'estero di Kapuściński è stata messa in dubbio, e quest'ultimo ha replicato che il suo lavoro è stato "allegorico". Stando a quanto ha riferito, egli scelse intenzionalmente di evitare date, nomi e l'ordine degli eventi. Almeno dal 2001, si è acceso un dibattito letterario sulla categorizzazione del lavoro di Kapuściński.
In una recensione del 2001 su Ebano, lo scrittore britannico John Ryle ha sostenuto che i primi dubbi sull'affidabilità dello scrittore polacco gli sono venuti leggendo Il Negus. Splendori e miserie di un autocrate (1983). Analizzando le traduzioni di Kapuściński di espressioni di fedeltà da parte dei membri etiopici della corte, Ryle riscontrò che nella lingua amarica parlata dalla popolazione locale, "quei titoli onorifici non corrispondevano ad alcuna espressione nella loro lingua".
Lo scrittore britannico visitò i luoghi di cui si parla nel testo sopracitato proprio al tempo della dittatura di Menghistu, e ha trovato varie imprecisioni nel racconto, per esempio che i generali di Menghistu non sfuggirono alla giustizia e che gli "accademici" tra loro erano più unici che rari. Ryle, inoltre, ha notato che le iniziali di coloro che gli hanno fornito le informazioni non corrispondevano ai nomi dei testimoni nel processo al Derg di Addis Abeba. Altra incongruenza, Ryle ha contestato l'affermazione di Kapuściński che Hailé Selassié non leggeva libri, dicendo che il "negus" aveva una biblioteca, amava leggere, e faceva annotazioni sui documenti.
Il giornalista e saggista Neal Ascherson, tuttavia, ha preso le difese di Kapuściński nel marzo 2010 affermando: "Nessun dubbio sussiste, per quanto mi riguarda, sui dispacci e i resoconti che inviava ai giornali o alla Pap. Diverso il discorso per i suoi libri (…) Scrupoloso nella sua attività giornalistica, nei libri era capace di inventare con la finalità di rendere la verità ancor più vera. Era un grande scrittore di storie, ma non un bugiardo".

## Opere
- Giungla polacca (Busz po polsku, 1962) (Feltrinelli, 2009)
- Stelle Nere (Czarne gwiazdy, 1963) (Feltrinelli, 2016)
- (Kirgiz schodzi z konia, 1968)
- Se tutta l'Africa (Gdyby cała Afryka, 1969) (Feltrinelli 2012)
- (Che Guevara. Dziennik z Boliwii, 1969)
- Perché è morto Karl von Spreti. Guatemala, 1970 (Dlaczego zginął Karl von Spreti?, 1970) (Il Margine, 2010)
- Cristo con il fucile in spalla (Chrystus z karabinem na ramieniu, 1975) (Feltrinelli, 2011)
- Ancora un giorno (Jeszcze dzień życia, 1976) (Feltrinelli, 2008)
- La prima guerra del football e altre guerre di poveri (Wojna futbolowa, 1978) (Serra e Riva, 1990 - Feltrinelli, 2002)
- Il Negus: splendori e miserie di un autocrate (Cesarz, 1978) (Feltrinelli, 1983)
- Shah-in-shah (Szachinszach, 1982) (Feltrinelli, 2001)
- Taccuino d'appunti (Notes, 1986) (Forum, 2004)
- (Wrzenie świata, 1988)
- Lapidarium: in viaggio tra i frammenti della storia (Lapidarium, 1990) (Feltrinelli, 1997)
- Imperium (Imperium, 1993) (Feltrinelli, 1994)
- (Lapidarium II, 1995)
- (Lapidarium III, 1997)
- Ebano (Heban, 1998) (Feltrinelli, 2000)
- (Lapidarium IV, 2000)
- Dall'Africa: immagini e poesia di un reportage (Z Afryki, 2000) (Bruno Mondadori, 2002)
- (Lapidarium V, 2001)
- Autoritratto di un reporter (Autoportret reportera, 2003) (Feltrinelli, 2006)
- In viaggio con Erodoto (Podróże z Herodotem, 2004) (Feltrinelli, 2005)
- (Prawa natury, 2006)
- L'altro (Ten Inny, 2006) (Feltrinelli, 2007)
- L'Africa non esiste (Feltrinelli, 2006)
- (Lapidarium VI, 2007)
- Nel turbine della storia: riflessioni sul XXI secolo (Rwący nurt historii. Zapiski o XX i XXI wieku, 2007) (Feltrinelli, 2009)
- (Dałem głos ubogim, 2008)

## Altre opere stampate in Italia
- Il cinico non è adatto a questo mestiere: conversazioni sul buon giornalismo (a cura di Maria Nadotti) (E/O, 2000)
- L'incontro con l'Altro: la sfida del XXI secolo (Forum, 2006)
- Solo chi indossa tela grezza...: immagini dall'Africa (Istituto polacco di Roma, 2006)
(Mostra fotografie dell'inaugurazione della Biblioteca europea, 24 ottobre 2006)
- Ho dato voce ai poveri: dialogo con i giovani (Il Margine, 2007)
- Opere (Mondadori, Meridiani, 2009)
(comprende Il Negus, La guerra del football (parziale), Shah-in-shah, Imperium, Ebano, In viaggio con Erodoto, Lapidarium (parziale) e Taccuino d'appunti)
- Perché è morto Karl von Spreti. Guatemala, 1970 (Il Margine, 2009)
(prefazione di Adolfo Pérez Esquivel)

## Filmografia
Dal suo romanzo Ancora un giorno è stato tratto nel 2018 un film d'animazione omonimo diretto da Raúl de la Fuente e Damian Nenow.